# Latrodectus indistinctus
Latrodectus indistinctus är en spindelart som beskrevs av O. Pickard-Cambridge 1904. Latrodectus indistinctus ingår i släktet änkespindlar, och familjen klotspindlar. Inga underarter finns listade i Catalogue of Life.